# Kinga Bandyk
Kinga Agnieszka Bandyk (ur. 18 lipca 1992 w Jastrzębiu-Zdroju) – polska koszykarka grająca na pozycjach silnej skrzydłowej i środkowej.

## Osiągnięcia
Stan na 12 września 2017, na podstawie, o ile nie zaznaczono inaczej.
Klubowe
- Brązowa medalistka mistrzostw Polski juniorek starszych U–20 (2012)
- Uczestniczka rozgrywek Euroligi (2011/12)

Reprezentacja
- Uczestniczka mistrzostw Europy:
  - U–20 (2012 – 10. miejsce)
  - U–18 (2009 – 12. miejsce, 2010 – 11. miejsce)
  - U–16 (2008 – 6. miejsce)